# Octacnemus alatus
Octacnemus alatus är en sjöpungsart som beskrevs av Monniot 1985. Octacnemus alatus ingår i släktet Octacnemus och familjen Octacnemidae. Inga underarter finns listade i Catalogue of Life.